# اچ‌ام‌اس خارطوم (اف۴۵)
اچ‌ام‌اس خارطوم (اف۴۵) (به انگلیسی: HMS Khartoum (F45)) یک کشتی بود. این کشتی در سال ۱۹۳۹ ساخته شد.